# Solanum aculeatissimum

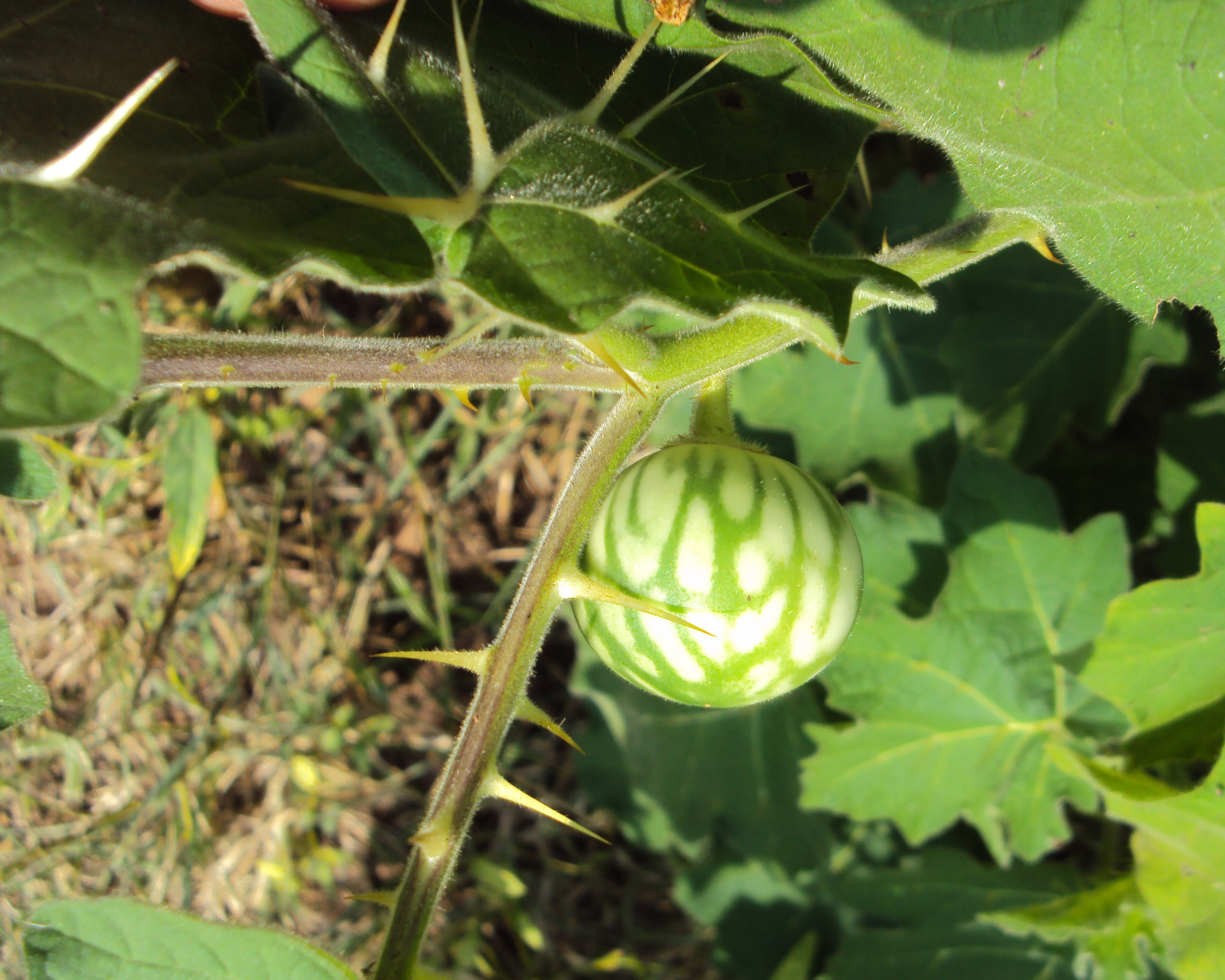
Quả non của S. aculeatissimum

Solanum aculeatissimum (tên đồng nghĩa: Solanum cavaleriei và Solanum khasianum), tên thông dụng là cà trứng Hà Lan hay cà Khasi, là một loài cây bụi hoang dã thuộc chi Cà, với các quả nhỏ màu vàng nhạt, kích thước 2–3 cm, hoa trắng với các nhị vàng đặc trưng của chi Solanum.